# 久久野站
久久野站（日语：／ Kuguno eki */?）是位於岐阜縣高山市久久野町，屬於東海旅客鐵道（JR東海）的高山本線車站。此站位於舊久久野町的中心。特急列車「飛驒」（下行下午和晚上各1班，上行早上2班，共2往返班次）的部分班次在此站停靠。本站是高山本線中海拔最高的車站，其海拔為676公尺。

## 歷史
- 1934年（昭和9年）10月25日 - 國鐵高山本線飛驒小坂至坂上之間開通，此站啟用。為一般車站。
- 1977年（昭和52年）11月30日 - 結束車載貨物起卸業務。
- 1984年（昭和59年）2月1日 - 結束行李起卸業務。
- 1987年（昭和62年）4月1日 - 伴隨國鐵分割民營化，車站由東海旅客鐵道（JR東海）營運。
- 2010年（平成22年）
  - 4月1日 - 東海交通事業終止簡易委託，此站成為無人車站。而委托近距離車票售賣由「飛驒桃源鄉久久野觀光協會」繼承[2]。
  - 11月 - 車站大樓拆毀。
- 2012年（平成24年）4月1日 - 「飛驒桃源鄉久久野觀光協會」結束委託。完全成為無人車站[3]。

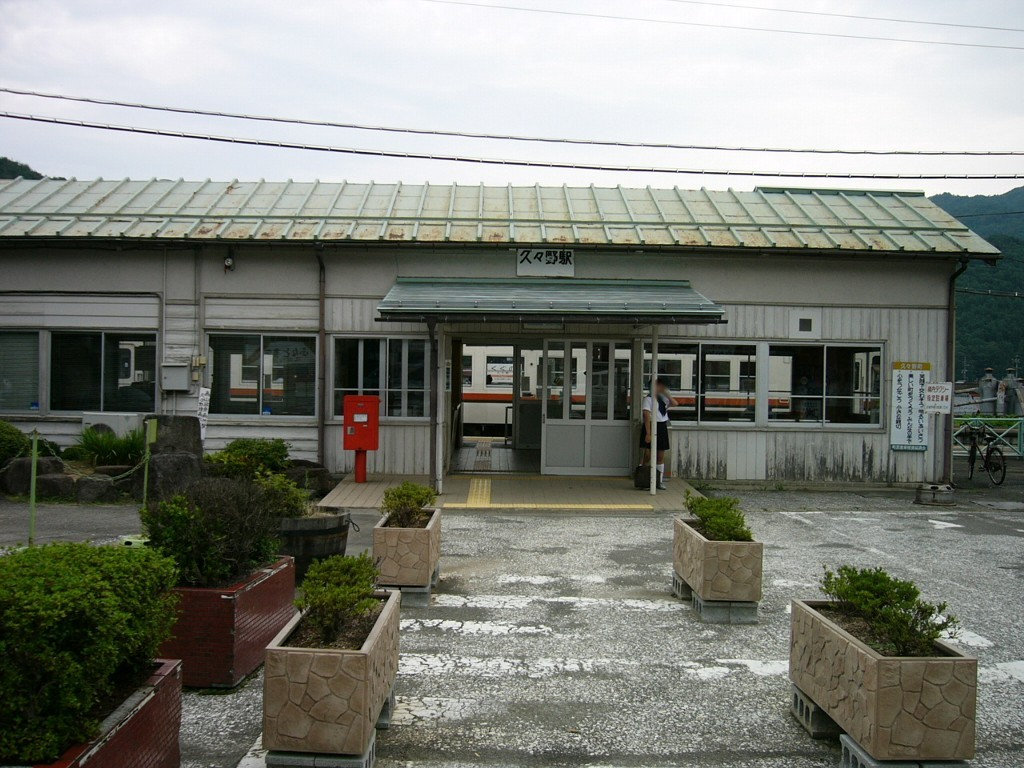
舊站房(2003年8月)

## 車站構造
本站是地面車站，設有2面3線的相對式月台，可進行列車交會。車站西邊設有單式月台，東邊設有島式月台。1號月台（單式月台）為高山方向的下行月台，2號則月台（島式月台內側）為下呂、名古屋方向的上行列車。截至2010年3月，部分下行列車使用3號月台（島式月台外側）。此外，由水無神社初詣時期，臨時列車會在3號月台折返。車站月台只可容納9卡車廂，當特急列車增結至10卡車廂，部分車門不會開啟（選擇性車門操作）。在3號月台外側設有留置線，該留置線用作停泊維護路軌車輛之用。
1號月台側曾經設有站房。現時變成候車室和倉庫。1號月台和2、3號月台之間設有上蓋跨線橋連接。
此站是由高山站管理的無人車站，在2010年3月31日前曾是簡易委託車站，並委托東海交通事業負責車站業務。當時站内設有MARS終端。隨著使用人次減少，加上車站職員高齡化，使此站成為無人車站。隨後委托「飛驒桃源鄉久久野觀光協會」發售近距離車票。在2012年3月31日，終止發售車票，完全成為無人車站。

### 月台
| 月台 | 路線     | 上下行 | 方向           | 備註             |
| ---- | -------- | ------ | -------------- | ---------------- |
| 1    | 高山本線 | 下行   | 高山、富山方向 |                  |
| 2    | 高山本線 | 上行   | 下呂、岐阜方向 |                  |
| 3    | 高山本線 | 下行   | 高山、富山方向 | 部分普通列車使用 |

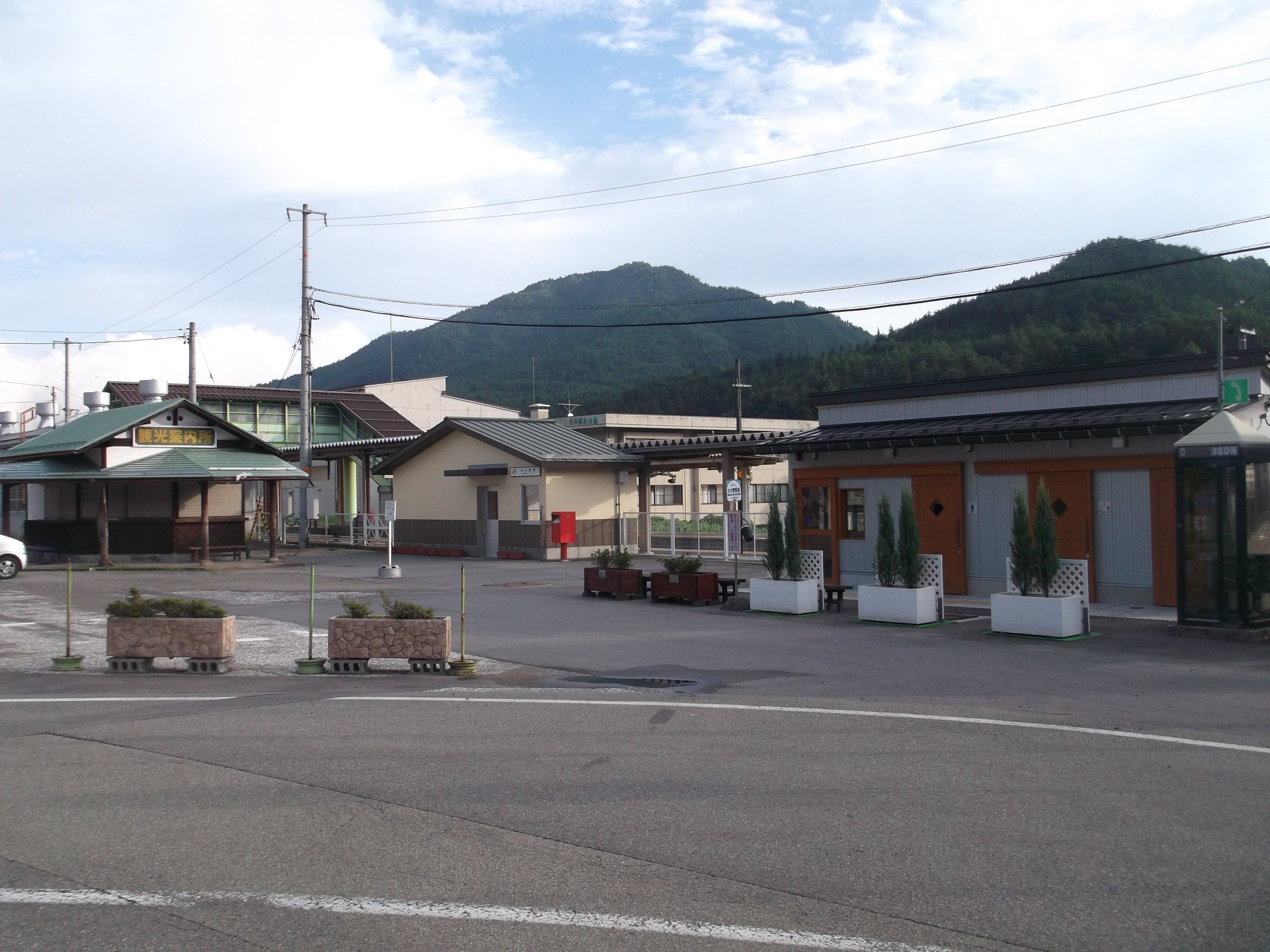
車站右邊是巴士候車室，左邊是飛驒桃源鄉久久野觀光協會
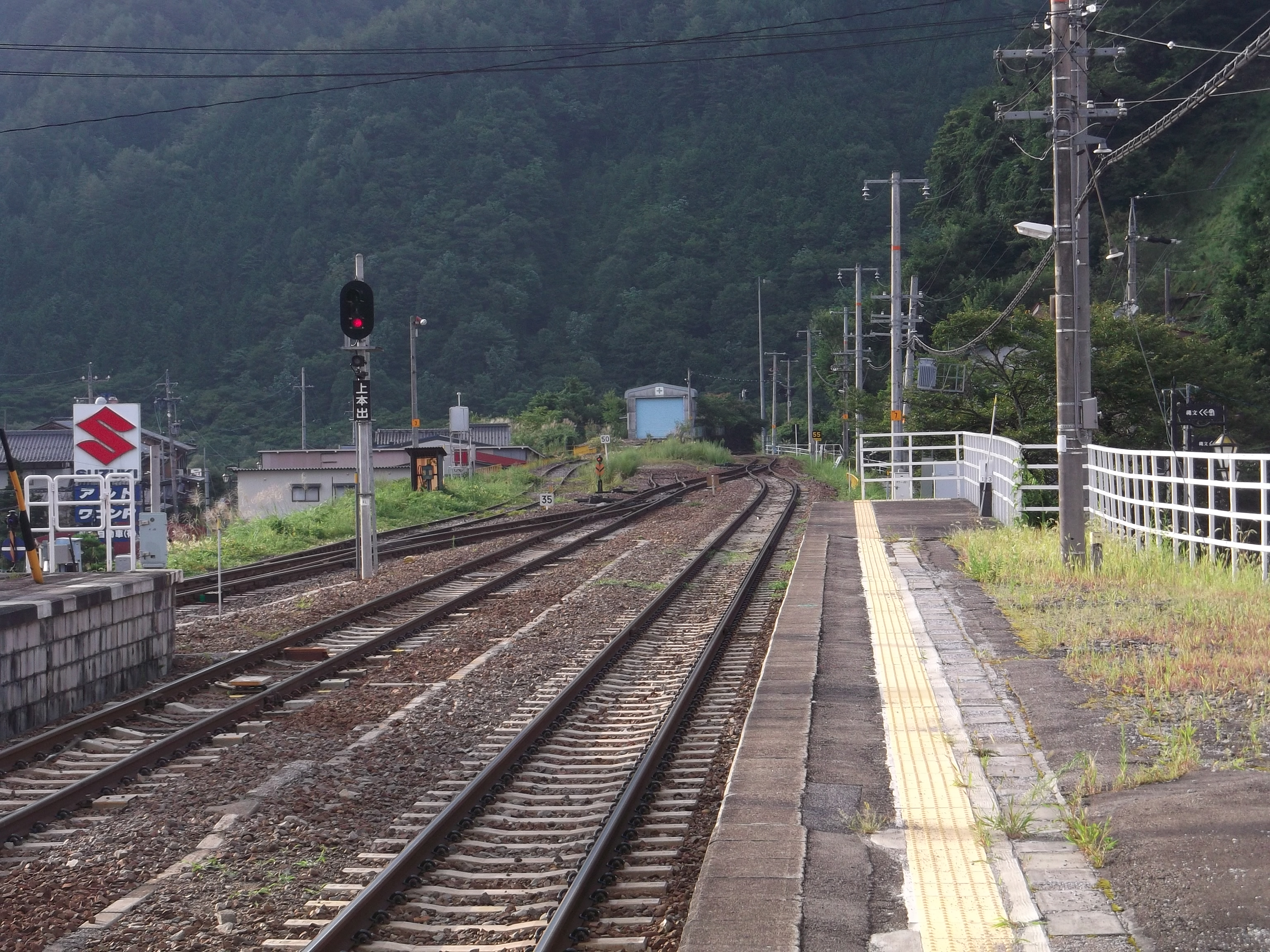
月台(2013年8月)

## 使用狀況
根據「岐阜縣統計書」和「高山市概況」，以下為近年的1日平均乘車人次列表：
| 年度   | 1日平均 乘車人次 |
| ------ | ---------------- |
| 2005年 | 134              |
| 2006年 | 130              |
| 2007年 | 129              |
| 2008年 | 129              |
| 2009年 | 112              |
| 2010年 | 100              |
| 2011年 | 97               |
| 2012年 | 99               |
| 2013年 | 102              |
| 2014年 | 89               |
| 2015年 | 89               |
| 2016年 | 74               |
| 2017年 | 71               |
| 2018年 | 54               |

## 車站周邊
此站位於飛驒川和無數河川的合流地點附近的低地。流向太平洋和日本海之間的分水嶺位於站前的宮嶺。
車站位於久久野町中心，該處設有行政機構、住宅和商店。於站前設有男女分開的濕廁（設有多用途廁所）。
- 旅遊諮詢中心
- 高山市政廳久久野分所
- 濃飛乘合自動車（日语：濃飛乗合自動車）久久野站前巴士站
  - 高山-下呂
在日間只有少量班次停站。事實上為輔助JR高山本線的巴士路線。另外，設有深夜巴士（日语：深夜バス）前往高山、久久野。
- 綜合運動公園、中央體育館
- 堂之上遺蹟（日语：堂之上遺跡）
- 舟山高原滑雪場（飛驒舟山滑雪度假村Alcopia（日语：ひだ舟山スノーリゾートアルコピア））
- 高山市立久久野中學（日语：高山市立久々野中学校）
- 高山市立久久野小學（日语：高山市立久々野小学校）

## 相鄰車站
東海旅客鐵道（JR東海）
 高山本線
- 部分特急「飛驒」停車站

■普通（快速列車，只有早上上行班次和深夜下行班次）
飛驒小坂－久久野－高山（CG25）
■普通（各站停車）
渚－久久野－飛驒一之宮

## 注腳
1. ↑  JR東海移動等便利化取組報告書
2. 1 2  JR久々野駅、4月から無人化　利用者減少などで - 中日新聞 2010年2月24日發布
3. 1 2  JR乗車券販売終了のお知らせ[]（日語） - 飛驒桃源鄉久久野觀光協會Blog 2012年3月8日發布
4. 1 2  採用車站時間表的方向資訊。詳情參見JR東海官方網站的各站時間表 （页面存档备份，存于）（截至2015年1月）。